# Кварцдиоритпорфирит
Кварцдиоритпорфирит је кисела магматска стена, ашистни жични еквивалент кварцдиорита. Чини прелаз ка интермедијарним магматским стенама. Настаје кристализацијом киселих до интермедијарних магми, у пукотинама у Земљиној кори.
Минерали који изграђују кварцдиоритпорфирит су:
- кварц,
- интермедијарни плагиоклас,
- бојени минерал: биотит, хорнбленда.

Структура кварцдиоритпорфирита је порфироидна до порфирска, док је његова текстура масивна.